# Torre de Poquessalses
La torre de Poquessalses és una torre de defensa d'Amposta declarada bé cultural d'interès nacional.

## Descripció
És de planta rectangular, construïda els segles XVI-XVII i conserva part dels elements inicials. Ara és arrebossada i amb coberta a dues vessants.
Originalment era de planta rectangular, de proporcions petites, 5-6 m d'amplada, 6-7 m de profunditat i 6-7 m d'alçada, amb terrassa plana, ara completament desfeta. No presenta cap element distintiu a les façanes excepte a la principal, on els troba la porta amb arc de mig punt amb dovelles i les restants pedres de l'emmarcament fetes de grans carreus bastant regulars, a més de les restes d'un matacà situat a la part superior d'aquesta façana, també cal destacar les pedres cantoneres, també prou regulars, que no arriben al final de l'edifici. Els murs són de maçoneria i presenten alguns desperfectes importants, sobretot a la cantonada inferior dreta de la façana principal.
A l'interior destaca una volta de canó i dues obertures situades a les cantonades del mur principal i que estaven destinades a l'accés a la part superior de la torre.

## Història
És el tercer vèrtex del triangle irregular de defensa d'Amposta.
El seu origen pot estar en la necessitat de crear un nus de protecció de la zona després de la devastadora incursió dels corsaris algerins el 1540.